# Pančatantra

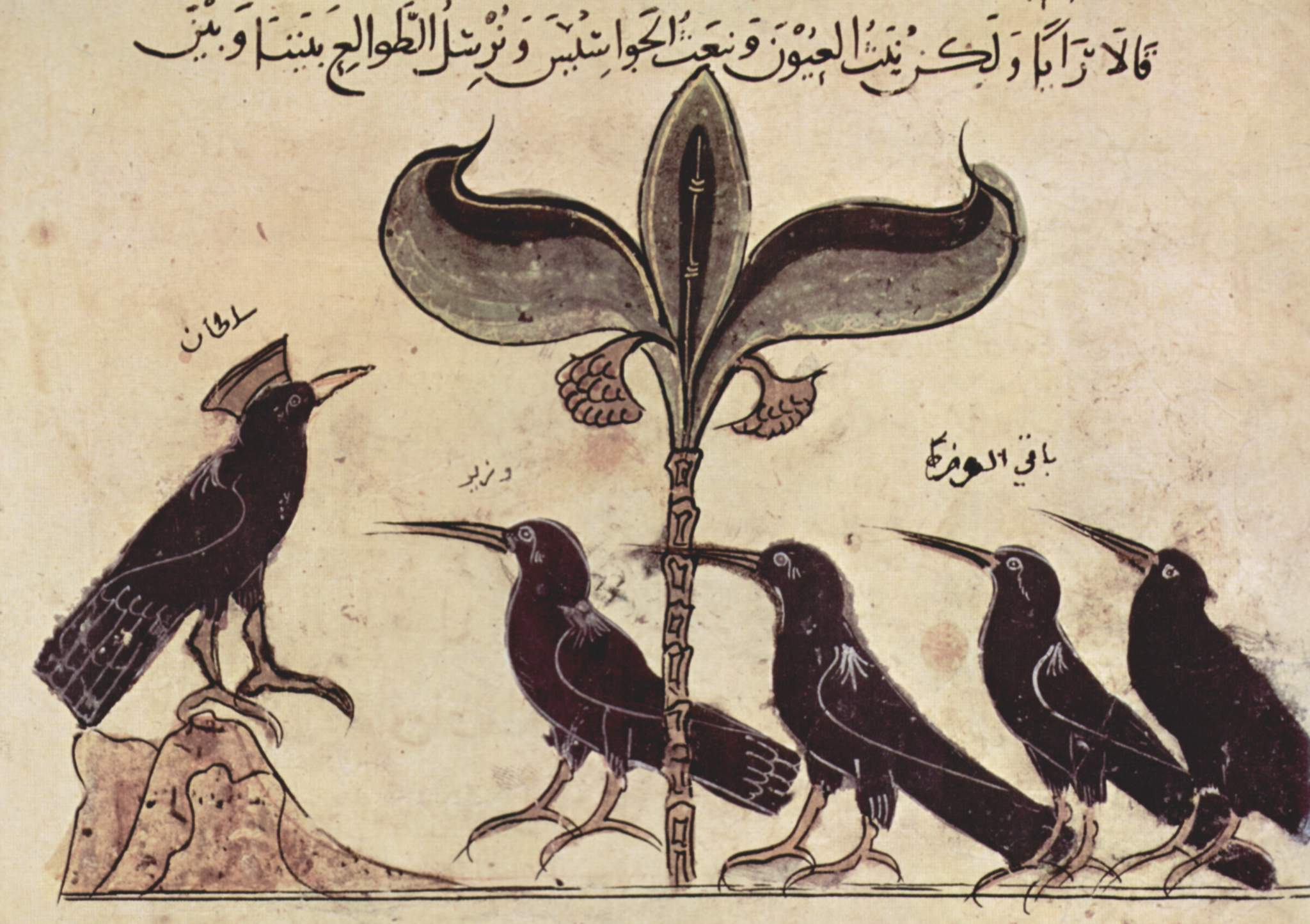
Ilustrace z arabského vydání Kalíla a Dimna z roku 1210.

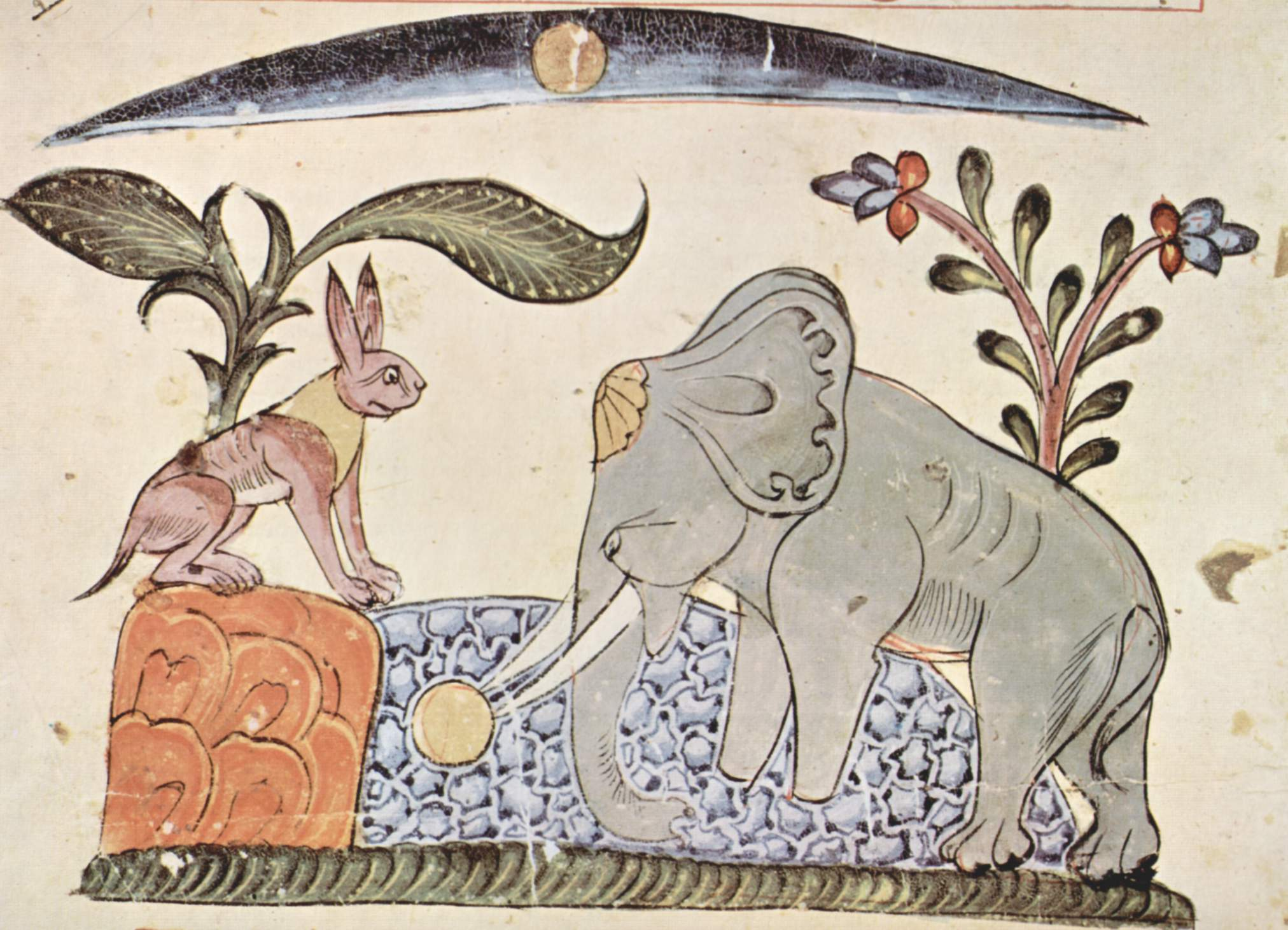
Ilustrace ze syrského vydání z roku 1354.

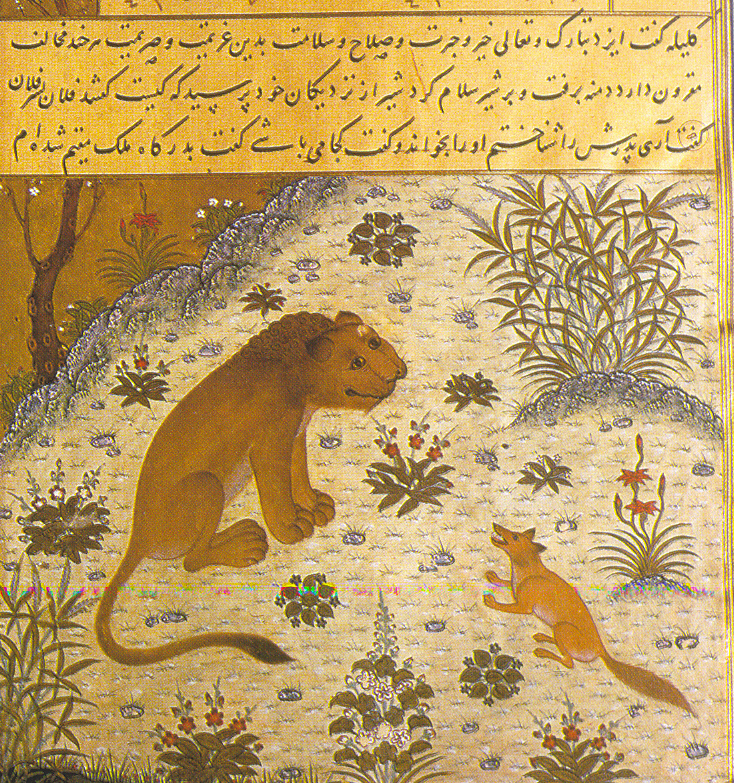
Kalíla a Dimna, perské vydání z roku 1429.

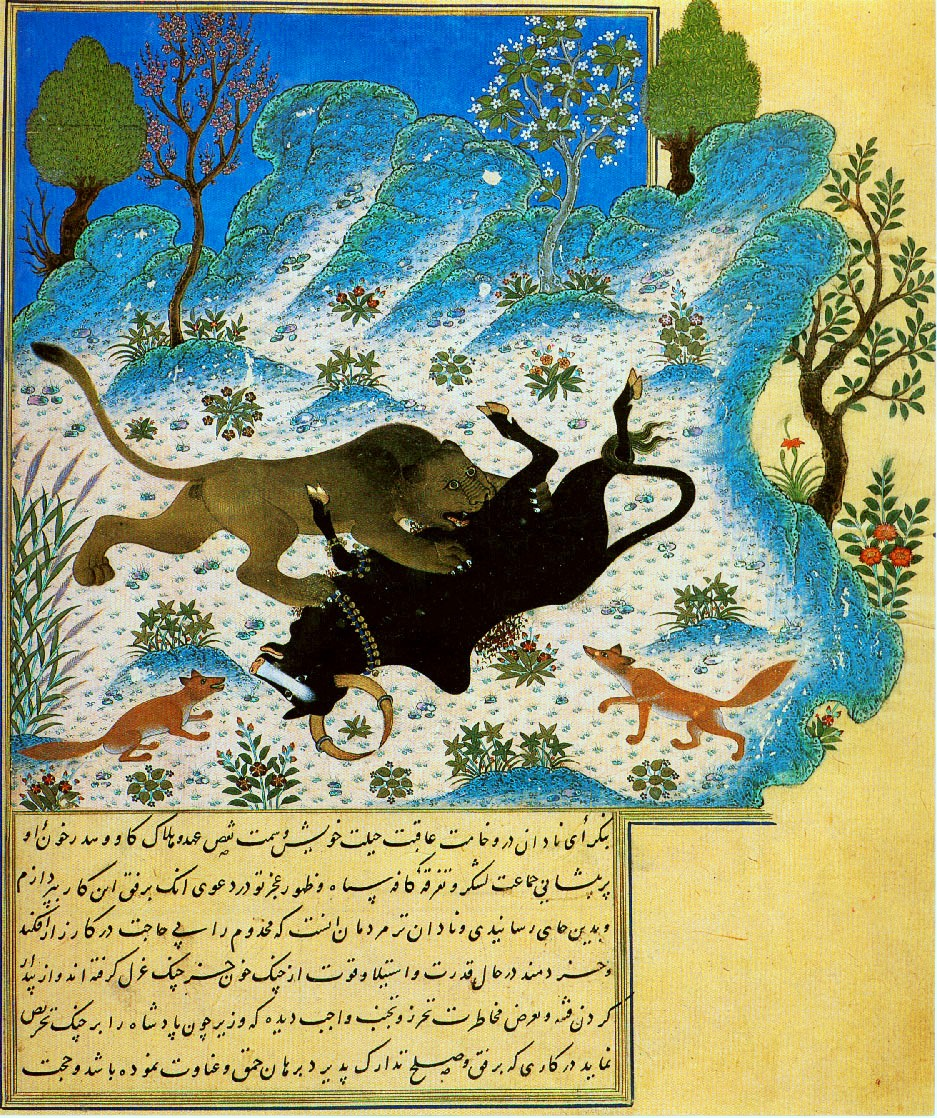
Kalíla a Dimna, perské vydání z roku 1429.

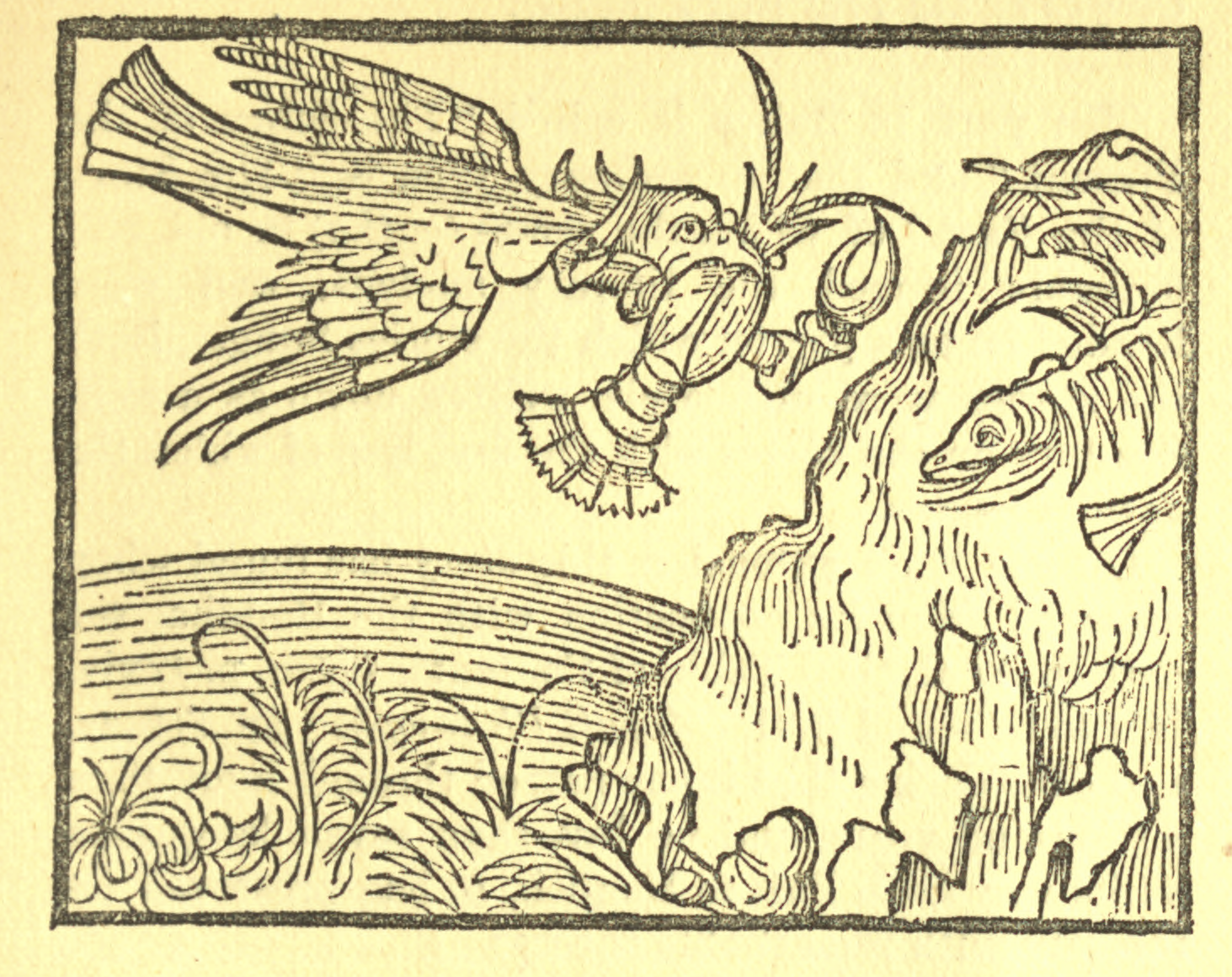
Ilustrace z latinské verze Directorium humanae vitae.

Pančatantra (sanskrtsky, पञ्चतन्त्र, doslova „pět tkanin“, přeneseně Kniha o pěti oddílech) je sbírka bajek a dalších vyprávění původem z Indie vzniklá mezi roky 300 př. n. l. až 200 n. l. a později podrobená celé řadě různých redakcí.
Skládá se z pěti částí, z nichž každá má rámcový příběh zaměřující se na určitou stránku lidského jednání a na určitý typ životních situací (jak dosáhnout roztržky mezi přáteli, jak přátele získat, otázky války a míru, následky nepředloženého jednání, varování před lehkomyslností). Bajky jsou napsané v próze a jsou zpravidla zakončeny didaktickou veršovanou průpovědí, která obsahuje stručné a výstižné ponaučení.

## Vznik a vývoj sbírky
Podle vyprávění uvedeného v úvodu vytvořil sbírku učený brahmán Višnušarman pro syny svého panovníka, aby je touto zábavnou formou a pomocí příběhů ze světa zvířat a lidí vyučoval vladařskému umění a životní moudrosti. Tento Višnušarman je ztotožňován s ministrem a rádcem maurjovského panovníka Čandragupty (asi 340–298 př. n. l.) Kautiljou, známým pod přízviskem Višnugupta.
Původní text Pančatantry se nedochoval. Je známa pouze z mladších zpracování, z nichž nejvýznamnější je kašmírská Tantrákhjájika (Kniha příběhů v oddílech) ze 4.–5. století n. l. Text sbírky, přeložený roku 570 do pahlavštiny se rovněž nedochoval, ale odtud byl přeložen do syrštiny a arabštiny, kde byl podle rámcového příběhu dvou šakalů nazván Kalíle u Dimne (Kalíla a Dimna). Především arabská verze, vytvořená Ibn al-Mukaffou (asi 723 – asi 759) je pramenem pro všechny další překlady, zejména do řečtiny (okolo 1080), hebrejštiny a kastilštiny (oba kolem 1250) a také do perštiny (Světla z Kanopu z konce 15. století). Celkem existuje asi 200 různých verzí Pančatantry v téměř šedesáti jazycích.
Arabské a z nich odvozené verze Pančatantry připisují autorství bajek mudrci Bidpajovi, což je pravděpodobně pouze zkomolenina sanskrtského titulu Vidjápati (Pán vědění). Podle tohoto výkladu byl Višnušarman pouze redaktorem staršího a většího díla, ze kterého zpracoval pouze prvních pět částí.

## Pančatantra v evropských jazycích
Kromě již existujícího řeckého a kastilského překladu měly největší význam pro další rozšíření sbírky do evropských jazyků její překlady do latiny. Prvním z nich byl překlad ze španělštiny vytvořený z podnětu královny Jany Navarské Raymondem de Béziers okolo roku 1313. Nejdůležitějším se však stal překlad z hebrejštiny od Johanesse z Capuy (asi 1250 – asi 1310). Ten pod názvem Directorium humanae vitae (Pravidlo lidského života) vyšel tiskem roku 1480 a stal se hlavním zdrojem pro překlady do dalších evropských jazyků, například pro
- německý překlad Buch der Byspel der alten Weisen (1483),[3]
- další španělský překlad z roku 1498,[3]
- český překlad Pravidlo lidského života, jinak podobenstvie starých mudrcuo (1507) Mikuláše Konáče z Hodiškova (1480–1546),[2]
- překlad do italštiny z roku 1552 od Antonia Francesa Doniho (1513–1574),[3]
- francouzské překlady z roku 1556 a 1579,[3]
- na italském překladu založeném anglickém překladu z roku 1570 The Fables of Bidpai: The Morall Philosophie of Doni od sira Thomase Northa (1535–1604).[3]

## Česká vydání
- Pravidlo lidského života, jinak podobenstvie starých mudrcuo (1507), latinskou verzi Directorium humanae vitae přeložil Mikuláš Konáč z Hodiškova, znovu 1528 a 1893,[2] nověji ČSAV, Praha 1961,
- Pančatantram (patero naučných oddílů), Odeon, Praha 1968, přeložil František Jílek,
- Kalíla a Dimna, Dar ibn Rushd a Gema art, Praha 2005, přeložil Jaroslav Oliverius.

### Adaptace
- Bájky Bidpajovy, Hölzel, Olomouc 1846-1850, převyprávěl František Matouš Klácel,[1]
- Indické pověsti, Rohlíček a Sievers, Praha 1877, pro mládež českou upravil Václav Petrů,
- Opice a krokodil, aneb Muž nebuď otrokem své ženy!, Jan Otto, Praha 1881, vypráví Antonín Jaroslav Vrťátko,
- Bájky Bidpajovy, Eduard Valečka, Praha 1893.
- O mudrci Bidpajovi a jeho zvířátkách, Melantrich, Praha 1947, pro mládež vypravuje Ivan Olbracht, znovu SNDK, Praha 1956, 1962, 1966, Albatros 1972, 1977, 1982 a 1991 a Československý spisovatel, Praha 1978 (v knize Ze staré paměti a moudrosti).
- O lstivém šakalovi, aneb Paňčatantra, Mladá fronta Praha 1965, volně vypráví Marie Voříšková,
- Světla z Kanopu aneb Třiatřicet moudrých naučení, Odeon, Praha 1966, vypravuje Jan Vladislav.

### Nahrávky
- Indické bajky aneb Moudrost Pančatantry, audio CD, Nama Production Prague, 2016, čte Jiří Lábus